# Championnat du monde masculin de curling 1990
Navigation
Édition précédente Édition suivante
Le Championnat du monde masculin de curling 1990 (nom officiel : World Men's Curling Championship) est le 32e championnat du monde masculin de curling.

Il a été organisé en Suède dans la ville de Västerås, dans le Rocklundahallen du 1er au 7 avril 1990.

## Équipes
| Canada | Danemark | Finlande | Allemagne | Italie |
| --- | --- | --- | --- | --- |
| Avonlea CC, Toronto, Ontario Skip: Ed Werenich Third: John Kawaja Second: Ian Tetley Lead: Pat Perroud Alternate: Neil Harrison | Hvidovre CC Skip: Tommy Stjerne Third: Per Berg Second: Peter Andersen Lead: Ivan Frederiksen Alternate: Anders Søderblom | Hyvinkää CC Skip: Jussi Uusipaavalniemi Third: Jari Laukkanen Second: Jori Aro Lead: Marko Poikolainen Alternate: Juhani Heinonen     | EV Füssen Skip: Andreas Kapp Third: Florian Zörgiebel Second: Cristopher Huber Lead: Ulrich Schneider Alternate: Michael Schäffer | Tofane CC, Cortina d'Ampezzo Skip: Andrea Pavani Third: Fabio Alvera Second: Franco Sovilla Lead: Stefano Morona Alternate: Stefano Zardini |
| Norvège | Écosse | Suède | Suisse | États-Unis |
| Snarøen CC, Oslo Skip: Eigil Ramsfjell Third: Sjur Loen Second: Niclas Järund Lead: Morten Skaug Alternate: Flemming Davanger   | Örnsköldsviks CK Skip: David Smith Third: Mike Hay Second: Peter Smith Lead: David Hay                                    | Snarøen CC, Oslo Skip: Lars-Åke Nordström Third: Christer Ödling Second: Peder Flemström Lead: Peter Nenzén Alternate: Anders Gidlund | Kloten CC Skip: Daniel Model Third: Beat Stephan Second: Marc Brügger Lead: Lukas Fankhauser                                      | Granite CC, Seattle, Washington Skip: Doug Jones Third: Bard Nordlund Second: Murphy Tomlinson Lead: Tom Violette                           |

## Classement
| Pays       | Skip                  | V | D |
| ---------- | --------------------- | - | - |
| Danemark   | Tommy Stjerne         | 7 | 2 |
| Suède      | Lars-Åke Nordström    | 7 | 2 |
| Écosse     | David Smith           | 7 | 2 |
| Canada     | Ed Werenich           | 7 | 2 |
| Norvège    | Eigil Ramsfjell       | 5 | 4 |
| Suisse     | Daniel Model          | 4 | 5 |
| États-Unis | Doug Jones            | 4 | 5 |
| Finlande   | Jussi Uusipaavalniemi | 2 | 7 |
| Italie     | Andrea Pavani         | 2 | 7 |
| Allemagne  | Andy Kapp             | 0 | 9 |

*Légende: V = Victoire - D = Défaite

## Résultats

### Match 1
| Équipes            | 1 | 2 | 3 | 4 | 5 | 6 | 7 | 8 | 9 | 10 | Total |
| ------------------ | - | - | - | - | - | - | - | - | - | -- | ----- |
| Italie (Pavani)    | – | – | – | – | – | – | – | – | – | –  | 2     |
| Danemark (Stjerne) | – | – | – | – | – | – | – | – | – | –  | 8     |

| Équipes                    | 1 | 2 | 3 | 4 | 5 | 6 | 7 | 8 | 9 | 10 | Total |
| -------------------------- | - | - | - | - | - | - | - | - | - | -- | ----- |
| Finlande (Uusipaavalniemi) | – | – | – | – | – | – | – | – | – | –  | 4     |
| Norvège (Ramsfjell)        | – | – | – | – | – | – | – | – | – | –  | 10    |

| Équipes            | 1 | 2 | 3 | 4 | 5 | 6 | 7 | 8 | 9 | 10 | Total |
| ------------------ | - | - | - | - | - | - | - | - | - | -- | ----- |
| Écosse (Smith)     | – | – | – | – | – | – | – | – | – | –  | 5     |
| États-Unis (Jones) | – | – | – | – | – | – | – | – | – | –  | 3     |

| Équipes           | 1 | 2 | 3 | 4 | 5 | 6 | 7 | 8 | 9 | 10 | Total |
| ----------------- | - | - | - | - | - | - | - | - | - | -- | ----- |
| Canada (Werenich) | – | – | – | – | – | – | – | – | – | –  | 7     |
| Allemagne (Kapp)  | – | – | – | – | – | – | – | – | – | –  | 1     |

| Équipes           | 1 | 2 | 3 | 4 | 5 | 6 | 7 | 8 | 9 | 10 | Total |
| ----------------- | - | - | - | - | - | - | - | - | - | -- | ----- |
| Suède (Nordström) | – | – | – | – | – | – | – | – | – | –  | 7     |
| Suisse (Model)    | – | – | – | – | – | – | – | – | – | –  | 4     |

### Match 2
| Équipes                    | 1 | 2 | 3 | 4 | 5 | 6 | 7 | 8 | 9 | 10 | Total |
| -------------------------- | - | - | - | - | - | - | - | - | - | -- | ----- |
| Suède (Nordström)          | – | – | – | – | – | – | – | – | – | –  | 11    |
| Finlande (Uusipaavalniemi) | – | – | – | – | – | – | – | – | – | –  | 1     |

| Équipes            | 1 | 2 | 3 | 4 | 5 | 6 | 7 | 8 | 9 | 10 | Total |
| ------------------ | - | - | - | - | - | - | - | - | - | -- | ----- |
| États-Unis (Jones) | – | – | – | – | – | – | – | – | – | –  | 2     |
| Suisse (Model)     | – | – | – | – | – | – | – | – | – | –  | 6     |

| Équipes            | 1 | 2 | 3 | 4 | 5 | 6 | 7 | 8 | 9 | 10 | Total |
| ------------------ | - | - | - | - | - | - | - | - | - | -- | ----- |
| États-Unis (Jones) | – | – | – | – | – | – | – | – | – | –  | 4     |
| Suisse (Model)     | – | – | – | – | – | – | – | – | – | –  | 7     |

| Équipes            | 1 | 2 | 3 | 4 | 5 | 6 | 7 | 8 | 9 | 10 | Total |
| ------------------ | - | - | - | - | - | - | - | - | - | -- | ----- |
| Écosse (Smith)     | – | – | – | – | – | – | – | – | – | –  | 3     |
| Danemark (Stjerne) | – | – | – | – | – | – | – | – | – | –  | 9     |

| Équipes             | 1 | 2 | 3 | 4 | 5 | 6 | 7 | 8 | 9 | 10 | Total |
| ------------------- | - | - | - | - | - | - | - | - | - | -- | ----- |
| Norvège (Ramsfjell) | – | – | – | – | – | – | – | – | – | –  | 9     |
| Allemagne (Kapp)    | – | – | – | – | – | – | – | – | – | –  | 3     |

### Match 3
| Équipes          | 1 | 2 | 3 | 4 | 5 | 6 | 7 | 8 | 9 | 10 | Total |
| ---------------- | - | - | - | - | - | - | - | - | - | -- | ----- |
| Allemagne (Kapp) | – | – | – | – | – | – | – | – | – | –  | 3     |
| Suisse (Model)   | – | – | – | – | – | – | – | – | – | –  | 9     |

| Équipes            | 1 | 2 | 3 | 4 | 5 | 6 | 7 | 8 | 9 | 10 | Total |
| ------------------ | - | - | - | - | - | - | - | - | - | -- | ----- |
| Danemark (Stjerne) | – | – | – | – | – | – | – | – | – | –  | 6     |
| Canada (Werenich)  | – | – | – | – | – | – | – | – | – | –  | 7     |

| Équipes             | 1 | 2 | 3 | 4 | 5 | 6 | 7 | 8 | 9 | 10 | Total |
| ------------------- | - | - | - | - | - | - | - | - | - | -- | ----- |
| Norvège (Ramsfjell) | – | – | – | – | – | – | – | – | – | –  | 7     |
| Suède (Nordström)   | – | – | – | – | – | – | – | – | – | –  | 8     |

| Équipes            | 1 | 2 | 3 | 4 | 5 | 6 | 7 | 8 | 9 | 10 | Total |
| ------------------ | - | - | - | - | - | - | - | - | - | -- | ----- |
| États-Unis (Jones) | – | – | – | – | – | – | – | – | – | –  | 8     |
| Italie (Pavani)    | – | – | – | – | – | – | – | – | – | –  | 7     |

| Équipes                    | 1 | 2 | 3 | 4 | 5 | 6 | 7 | 8 | 9 | 10 | Total |
| -------------------------- | - | - | - | - | - | - | - | - | - | -- | ----- |
| Écosse (Smith)             | – | – | – | – | – | – | – | – | – | –  | 5     |
| Finlande (Uusipaavalniemi) | – | – | – | – | – | – | – | – | – | –  | 3     |

### Match 4
| Équipes             | 1 | 2 | 3 | 4 | 5 | 6 | 7 | 8 | 9 | 10 | Total |
| ------------------- | - | - | - | - | - | - | - | - | - | -- | ----- |
| Danemark (Stjerne)  | – | – | – | – | – | – | – | – | – | –  | 8     |
| Norvège (Ramsfjell) | – | – | – | – | – | – | – | – | – | –  | 2     |

| Équipes         | 1 | 2 | 3 | 4 | 5 | 6 | 7 | 8 | 9 | 10 | Total |
| --------------- | - | - | - | - | - | - | - | - | - | -- | ----- |
| Écosse (Smith)  | – | – | – | – | – | – | – | – | – | –  | 3     |
| Italie (Pavani) | – | – | – | – | – | – | – | – | – | –  | 1     |

| Équipes                    | 1 | 2 | 3 | 4 | 5 | 6 | 7 | 8 | 9 | 10 | Total |
| -------------------------- | - | - | - | - | - | - | - | - | - | -- | ----- |
| Finlande (Uusipaavalniemi) | – | – | – | – | – | – | – | – | – | –  | 4     |
| Suisse (Model)             | – | – | – | – | – | – | – | – | – | –  | 5     |

| Équipes           | 1 | 2 | 3 | 4 | 5 | 6 | 7 | 8 | 9 | 10 | Total |
| ----------------- | - | - | - | - | - | - | - | - | - | -- | ----- |
| Allemagne (Kapp)  | – | – | – | – | – | – | – | – | – | –  | 4     |
| Suède (Nordström) | – | – | – | – | – | – | – | – | – | –  | 5     |

| Équipes            | 1 | 2 | 3 | 4 | 5 | 6 | 7 | 8 | 9 | 10 | Total |
| ------------------ | - | - | - | - | - | - | - | - | - | -- | ----- |
| Canada (Werenich)  | – | – | – | – | – | – | – | – | – | –  | 7     |
| États-Unis (Jones) | – | – | – | – | – | – | – | – | – | –  | 4     |

### Match 5
| Équipes           | 1 | 2 | 3 | 4 | 5 | 6 | 7 | 8 | 9 | 10 | Total |
| ----------------- | - | - | - | - | - | - | - | - | - | -- | ----- |
| Écosse (Smith)    | – | – | – | – | – | – | – | – | – | –  | 1     |
| Suède (Nordström) | – | – | – | – | – | – | – | – | – | –  | 3     |

| Équipes             | 1 | 2 | 3 | 4 | 5 | 6 | 7 | 8 | 9 | 10 | Total |
| ------------------- | - | - | - | - | - | - | - | - | - | -- | ----- |
| Norvège (Ramsfjell) | – | – | – | – | – | – | – | – | – | –  | 6     |
| États-Unis (Jones)  | – | – | – | – | – | – | – | – | – | –  | 3     |

| Équipes                 | 1 | 2 | 3 | 4 | 5 | 6 | 7 | 8 | 9 | 10 | Total |
| ----------------------- | - | - | - | - | - | - | - | - | - | -- | ----- |
| Danemark (Blach)        | – | – | – | – | – | – | – | – | – | –  | 8     |
| Allemagne (Hege-Schöll) | – | – | – | – | – | – | – | – | – | –  | 2     |

| Équipes            | 1 | 2 | 3 | 4 | 5 | 6 | 7 | 8 | 9 | 10 | Total |
| ------------------ | - | - | - | - | - | - | - | - | - | -- | ----- |
| Danemark (Stjerne) | – | – | – | – | – | – | – | – | – | –  | 8     |
| Canada (Werenich)  | – | – | – | – | – | – | – | – | – | –  | 2     |

| Équipes         | 1 | 2 | 3 | 4 | 5 | 6 | 7 | 8 | 9 | 10 | Total |
| --------------- | - | - | - | - | - | - | - | - | - | -- | ----- |
| Suisse (Model)  | – | – | – | – | – | – | – | – | – | –  | 3     |
| Italie (Pavani) | – | – | – | – | – | – | – | – | – | –  | 2     |

### Match 6
| Équipes           | 1 | 2 | 3 | 4 | 5 | 6 | 7 | 8 | 9 | 10 | Total |
| ----------------- | - | - | - | - | - | - | - | - | - | -- | ----- |
| Suisse (Model)    | – | – | – | – | – | – | – | – | – | –  | 5     |
| Canada (Werenich) | – | – | – | – | – | – | – | – | – | –  | 7     |

| Équipes                 | 1 | 2 | 3 | 4 | 5 | 6 | 7 | 8 | 9 | 10 | Total |
| ----------------------- | - | - | - | - | - | - | - | - | - | -- | ----- |
| Italie (Pavani)         | – | – | – | – | – | – | – | – | – | –  | 7     |
| Allemagne (Hege-Schöll) | – | – | – | – | – | – | – | – | – | –  | 1     |

| Équipes                    | 1 | 2 | 3 | 4 | 5 | 6 | 7 | 8 | 9 | 10 | Total |
| -------------------------- | - | - | - | - | - | - | - | - | - | -- | ----- |
| États-Unis (Jones)         | – | – | – | – | – | – | – | – | – | –  | 3     |
| Finlande (Uusipaavalniemi) | – | – | – | – | – | – | – | – | – | –  | 5     |

| Équipes             | 1 | 2 | 3 | 4 | 5 | 6 | 7 | 8 | 9 | 10 | Total |
| ------------------- | - | - | - | - | - | - | - | - | - | -- | ----- |
| Norvège (Ramsfjell) | – | – | – | – | – | – | – | – | – | –  | 5     |
| Écosse (Smith)      | – | – | – | – | – | – | – | – | – | –  | 6     |

| Équipes            | 1 | 2 | 3 | 4 | 5 | 6 | 7 | 8 | 9 | 10 | Total |
| ------------------ | - | - | - | - | - | - | - | - | - | -- | ----- |
| Danemark (Stjerne) | – | – | – | – | – | – | – | – | – | –  | 6     |
| Suède (Nordström)  | – | – | – | – | – | – | – | – | – | –  | 3     |

### Match 7
| Équipes                    | 1 | 2 | 3 | 4 | 5 | 6 | 7 | 8 | 9 | 10 | Total |
| -------------------------- | - | - | - | - | - | - | - | - | - | -- | ----- |
| Finlande (Uusipaavalniemi) | – | – | – | – | – | – | – | – | – | –  | 4     |
| Italie (Pavani)            | – | – | – | – | – | – | – | – | – | –  | 5     |

| Équipes            | 1 | 2 | 3 | 4 | 5 | 6 | 7 | 8 | 9 | 10 | Total |
| ------------------ | - | - | - | - | - | - | - | - | - | -- | ----- |
| Suisse (Model)     | – | – | – | – | – | – | – | – | – | –  | 4     |
| Danemark (Stjerne) | – | – | – | – | – | – | – | – | – | –  | 7     |

| Équipes             | 1 | 2 | 3 | 4 | 5 | 6 | 7 | 8 | 9 | 10 | Total |
| ------------------- | - | - | - | - | - | - | - | - | - | -- | ----- |
| Canada (Werenich)   | – | – | – | – | – | – | – | – | – | –  | 6     |
| Norvège (Ramsfjell) | – | – | – | – | – | – | – | – | – | –  | 4     |

| Équipes            | 1 | 2 | 3 | 4 | 5 | 6 | 7 | 8 | 9 | 10 | Total |
| ------------------ | - | - | - | - | - | - | - | - | - | -- | ----- |
| Suède (Nordström)  | – | – | – | – | – | – | – | – | – | –  | 5     |
| États-Unis (Jones) | – | – | – | – | – | – | – | – | – | –  | 6     |

| Équipes                 | 1 | 2 | 3 | 4 | 5 | 6 | 7 | 8 | 9 | 10 | Total |
| ----------------------- | - | - | - | - | - | - | - | - | - | -- | ----- |
| Allemagne (Hege-Schöll) | – | – | – | – | – | – | – | – | – | –  | 2     |
| Écosse (Smith)          | – | – | – | – | – | – | – | – | – | –  | 3     |

### Match 8
| Équipes                 | 1 | 2 | 3 | 4 | 5 | 6 | 7 | 8 | 9 | 10 | Total |
| ----------------------- | - | - | - | - | - | - | - | - | - | -- | ----- |
| États-Unis (Jones)      | – | – | – | – | – | – | – | – | – | –  | 5     |
| Allemagne (Hege-Schöll) | – | – | – | – | – | – | – | – | – | –  | 2     |

| Équipes           | 1 | 2 | 3 | 4 | 5 | 6 | 7 | 8 | 9 | 10 | Total |
| ----------------- | - | - | - | - | - | - | - | - | - | -- | ----- |
| Canada (Werenich) | – | – | – | – | – | – | – | – | – | –  | 6     |
| Suède (Nordström) | – | – | – | – | – | – | – | – | – | –  | 7     |

| Équipes        | 1 | 2 | 3 | 4 | 5 | 6 | 7 | 8 | 9 | 10 | Total |
| -------------- | - | - | - | - | - | - | - | - | - | -- | ----- |
| Suisse (Model) | – | – | – | – | – | – | – | – | – | –  | 4     |
| Écosse (Smith) | – | – | – | – | – | – | – | – | – | –  | 5     |

| Équipes                    | 1 | 2 | 3 | 4 | 5 | 6 | 7 | 8 | 9 | 10 | Total |
| -------------------------- | - | - | - | - | - | - | - | - | - | -- | ----- |
| Danemark (Stjerne)         | – | – | – | – | – | – | – | – | – | –  | 8     |
| Finlande (Uusipaavalniemi) | – | – | – | – | – | – | – | – | – | –  | 3     |

| Équipes             | 1 | 2 | 3 | 4 | 5 | 6 | 7 | 8 | 9 | 10 | Total |
| ------------------- | - | - | - | - | - | - | - | - | - | -- | ----- |
| Italie (Pavani)     | – | – | – | – | – | – | – | – | – | –  | 4     |
| Norvège (Ramsfjell) | – | – | – | – | – | – | – | – | – | –  | 7     |

### Match 9
| Équipes           | 1 | 2 | 3 | 4 | 5 | 6 | 7 | 8 | 9 | 10 | Total |
| ----------------- | - | - | - | - | - | - | - | - | - | -- | ----- |
| Canada (Werenich) | – | – | – | – | – | – | – | – | – | –  | 5     |
| Écosse (Smith)    | – | – | – | – | – | – | – | – | – | –  | 9     |

| Équipes                    | 1 | 2 | 3 | 4 | 5 | 6 | 7 | 8 | 9 | 10 | Total |
| -------------------------- | - | - | - | - | - | - | - | - | - | -- | ----- |
| Allemagne (Hege-Schöll)    | – | – | – | – | – | – | – | – | – | –  | 3     |
| Finlande (Uusipaavalniemi) | – | – | – | – | – | – | – | – | – | –  | 6     |

| Équipes           | 1 | 2 | 3 | 4 | 5 | 6 | 7 | 8 | 9 | 10 | Total |
| ----------------- | - | - | - | - | - | - | - | - | - | -- | ----- |
| Suède (Nordström) | – | – | – | – | – | – | – | – | – | –  | 3     |
| Italie (Pavani)   | – | – | – | – | – | – | – | – | – | –  | 6     |

| Équipes             | 1 | 2 | 3 | 4 | 5 | 6 | 7 | 8 | 9 | 10 | Total |
| ------------------- | - | - | - | - | - | - | - | - | - | -- | ----- |
| Suisse (Model)      | – | – | – | – | – | – | – | – | – | –  | 4     |
| Norvège (Ramsfjell) | – | – | – | – | – | – | – | – | – | –  | 9     |

| Équipes            | 1 | 2 | 3 | 4 | 5 | 6 | 7 | 8 | 9 | 10 | Total |
| ------------------ | - | - | - | - | - | - | - | - | - | -- | ----- |
| États-Unis (Jones) | – | – | – | – | – | – | – | – | – | –  | 3     |
| Danemark (Stjerne) | – | – | – | – | – | – | – | – | – | –  | 6     |

### Tie break
| Équipes                    | 1 | 2 | 3 | 4 | 5 | 6 | 7 | 8 | 9 | 10 | Total |
| -------------------------- | - | - | - | - | - | - | - | - | - | -- | ----- |
| Finlande (Uusipaavalniemi) | – | – | – | – | – | – | – | – | – | –  | 7     |
| Italie (Pavani)            | – | – | – | – | – | – | – | – | – | –  | 6     |

### Playoffs
|  | Demi-finales | Demi-finales |        |   | Finale | Finale |
|  | Demi-finales | Demi-finales |        |   | Finale | Finale |
|  |              |              |        |   |        |        |
|  |              |              |        |   |        |        |
|  |              |              |        |   |        |        |
|  | Danemark     | 4            |        |   |        |        |
|  | Danemark     | 4            |        |   |        |        |
|  | Canada       | 5            |        |   |        |        |
|  | Canada       | 5            | Canada | 3 |        |        |
|  |              |              | Canada | 3 |        |        |
|  |              | Écosse       | 1      |   |        |        |
|  | Suède        | Écosse       | 1      | 3 |        |        |
|  | Suède        |              |        | 3 |        |        |
|  | Écosse       | 5            |        |   |        |        |
|  | Écosse       | 5            |        |   |        |        |

| Champion du monde de curling 1990 |
| --------------------------------- |
| Canada 20e titre                  |